# Perseverance
Perseverance er en marsbil opsendt som en del af NASA's Mars 2020-mission, — NASA's til dato mest komplekse marsmission.
Marsbilen landede sikkert den 18. februar 2021 ved Jezero-krateret.
Perseverance blev sendt op den 20 juli 2020 fra Cape Canaveral Space Force Station i Florida og rejste 203 dage og 472 millioner kilometer for at nå frem.
Selve landingen blev optaget på video, hvor man ser faldskærmens udfoldelse, deaccerelering, varmeskjoldets afkobling, landingsmotorens indkobling, afkobling fra bagskjoldet, terrænnavigering og nedhejsning af Perseverance.
Marsbilen har dansk involvering igennem PIXL-kameraet.